# Каскад Варзобских ГЭС
Каскад Варзобских ГЭС — комплекс из трёх малых гидроэлектростанций на реке Варзоб, расположенных на северной окраине города Душанбе, Таджикистан. Входит в состав ОАХК «Барки Точик». Все ГЭС каскада построены по деривационному типу с безнапорной подводящей деривацией. Старейшие гидроэлектростанции Таджикистана. Помимо выработки электроэнергии, обеспечивают водоснабжение Варзобского района и частично города Душанбе. Общая мощность ГЭС каскада — 25,36 МВт.

## Варзобская ГЭС-1
Также имеет название Верхне-Варзобская ГЭС. Верхняя ступень каскада, обеспечивает забор воды и её очистку от наносов в интересах всего каскада. Начало строительства ГЭС — 1931 год, первый гидроагрегат пущен в 1936 году, второй — в 1937 году, сооружение ГЭС было завершено в 1938 году. Состав сооружений ГЭС:
- водосливная плотина на р. Варзоб — 38°41′46″ с. ш. 68°47′15″ в. д.HGЯO;
- водозаборное сооружение;
- двухкамерный отстойник;
- деривационный канал;
- акведук и селедуки по трассе канала;
- напорный бассейн;
- холостой водосброс;
- водоприёмник;
- два напорных трубопровода;
- здание ГЭС — 38°40′21″ с. ш. 68°46′07″ в. д.HGЯO;
- отводящий канал;
- ОРУ 35 кВ.

Мощность ГЭС — 9,5 МВт, среднегодовая выработка — 84 млн кВт.ч. В здании ГЭС установлено два гидроагрегата индийского производства с радиально-осевыми турбинами работающими на расчётном напоре 46 м и генераторами мощностью по 4,75 МВт. Изначально мощность станции составляла 7,44 МВт (2 гидроагрегата по 3,72 МВт), но в 2012 году проведена замена гидроагрегатов за счёт средств гранта в размере $17 млн, предоставленного правительством Индии.

## Варзобская ГЭС-2
Средняя ступень каскада. Начало строительства ГЭС — 1943 год, первый гидроагрегат пущен в 1949 году, в том же году сооружение ГЭС было завершено. Состав сооружений ГЭС:
- водозаборное сооружение с холостым водосбросом на отводящем канале Верхне-Варзобской ГЭС
- деривационный канал;
- акведук по трассе канала;
- напорный бассейн;
- водоприёмник;
- напорный трубопровод;
- уравнительный резервуар;
- здание затворов;
- два напорных трубопровода;
- здание ГЭС — 38°36′43″ с. ш. 68°46′36″ в. д.HGЯO;
- отводящий канал, переходящий ы деривационный канал Варзобской ГЭС-3;
- ОРУ 35/110 кВ.

Мощность ГЭС — 14,4 МВт, среднегодовая выработка — 93 млн.кВт.ч. В здании ГЭС установлено два гидроагрегата с радиально-осевыми турбинами РО 115/697, работающими на расчётном напоре 76 м и генераторами мощностью по 7,2 МВт. Оборудование ГЭС устарело и требует реконструкции — необходимо заменить турбины, трансформатор, построить автоматический холостой водосброс, смонтировать дисковые затворы.

## Варзобская ГЭС-3
Нижняя ступень каскада. Первый гидроагрегат ГЭС пущен в 1952 году, в том же году сооружение ГЭС было завершено. Руководил строительством Нижне-Варзобской ГЭС заслуженный ирригатор  Таджикской Советской Социалистической Республики - Комаров Анатолий Андреевич. Состав сооружений ГЭС:
- деривационный канал, берущий своё начало из отводящего канала Варзобской ГЭС-2
- холостой водосброс;
- водоприёмник;
- два напорных трубопровода;
- здание ГЭС — 38°35′10″ с. ш. 68°46′43″ в. д.HGЯO;
- отводящий канал.

Мощность ГЭС — 3,52 МВт, среднегодовая выработка — 23 млн.кВт.ч. В здании ГЭС установлено два гидроагрегата мощностью по 1,76 МВт, работающих на расчётном напоре 21 м.